# Kosarzewski
Kosarzewski – polski herb szlachecki, odmiana herbu Łuk.

## Opis herbu
W polu czerwonym łuk srebrny napięty z takąż strzałą, nad nim srebrna podkowa z zaćwieczonym złotym krzyżem kawalerskim. W klejnocie trzy pióra strusie. Labry czerwone, podbite srebrem.

## Herbowni
Kosarzewski, Kossarzewski.